# Tập đoàn Hóa dầu Trung Quốc
Tập đoàn Hóa dầu Trung Quốc (tiếng Anh: China Petrochemical Corporation; tiếng Trung: 中国石油化工集团公司; bính âm: zhōngguóshíyóuhuàgōngjítuángōngsī) hay Sinopec Group là tập đoàn lọc dầu, khí đốt và hóa dầu lớn nhất thế giới, do Ủy ban Giám sát và Quản lý Tài sản Nhà nước Trung Quốc (SASAC) quản lý cho Quốc vụ viện Cộng hòa Nhân dân Trung Hoa. Tập đoàn có trụ sở chính tại Chaoyangmen ở Bắc Kinh, đối diện bên kia đường là trụ sở Tập đoàn Dầu khí Hải Dương Trung Quốc (CNOOC Group) - đối thủ cạnh tranh của Sinopec Group.
Sinopec Group đứng thứ 2 trong danh sách Fortune Global 500 năm 2020, với doanh thu hơn 407 tỷ USD. Theo Forbes Global 2000 năm 2020, Sinopec được xếp hạng là công ty đại chúng lớn thứ 60 trên thế giới.
Theo danh sách Fortune Global 500 năm 2021, Sinopec Group là công ty năng lượng lớn nhất thế giới về doanh thu, doanh nghiệp nhà nước lớn nhất ở cả Trung Quốc và thế giới, và là công ty lớn thứ hai thế giới về doanh thu, chỉ xếp sau chuỗi cửa hàng bán lẻ Walmart của Mỹ.

## Công ty con
Công ty con lớn của Tập đoàn Hóa dầu Trung Quốc Sinopec Group là Tập đoàn Hóa chất và Dầu khí Trung Quốc (China Petroleum and Chemical Corporation Limited), thường được gọi là "Sinopec Limited", đã được niêm yết trên Sở Giao dịch Chứng khoán Hồng Kông và Sở Giao dịch Chứng khoán Thượng Hải.
Sinopec Limited tham gia sản xuất các sản phẩm từ dầu mỏ khác nhau gồm xăng, dầu diesel, nhiên liệu máy bay, dầu hỏa, ethylen, sợi tổng hợp, cao su tổng hợp, nhựa tổng hợp và phân bón hóa học, ngoài việc thăm dò dầu thô và khí đốt tự nhiên ở Trung Quốc. Công ty cũng sản xuất một số nhiên liệu sinh học như diesel sinh học, nhiên liệu máy bay màu xanh lá cây từ dầu thực vật phế thải, và cũng có sản xuất ethanol.